# Oggetti non stellari nella costellazione del Serpente
Principali oggetti non stellari visibili nella costellazione del Serpente.

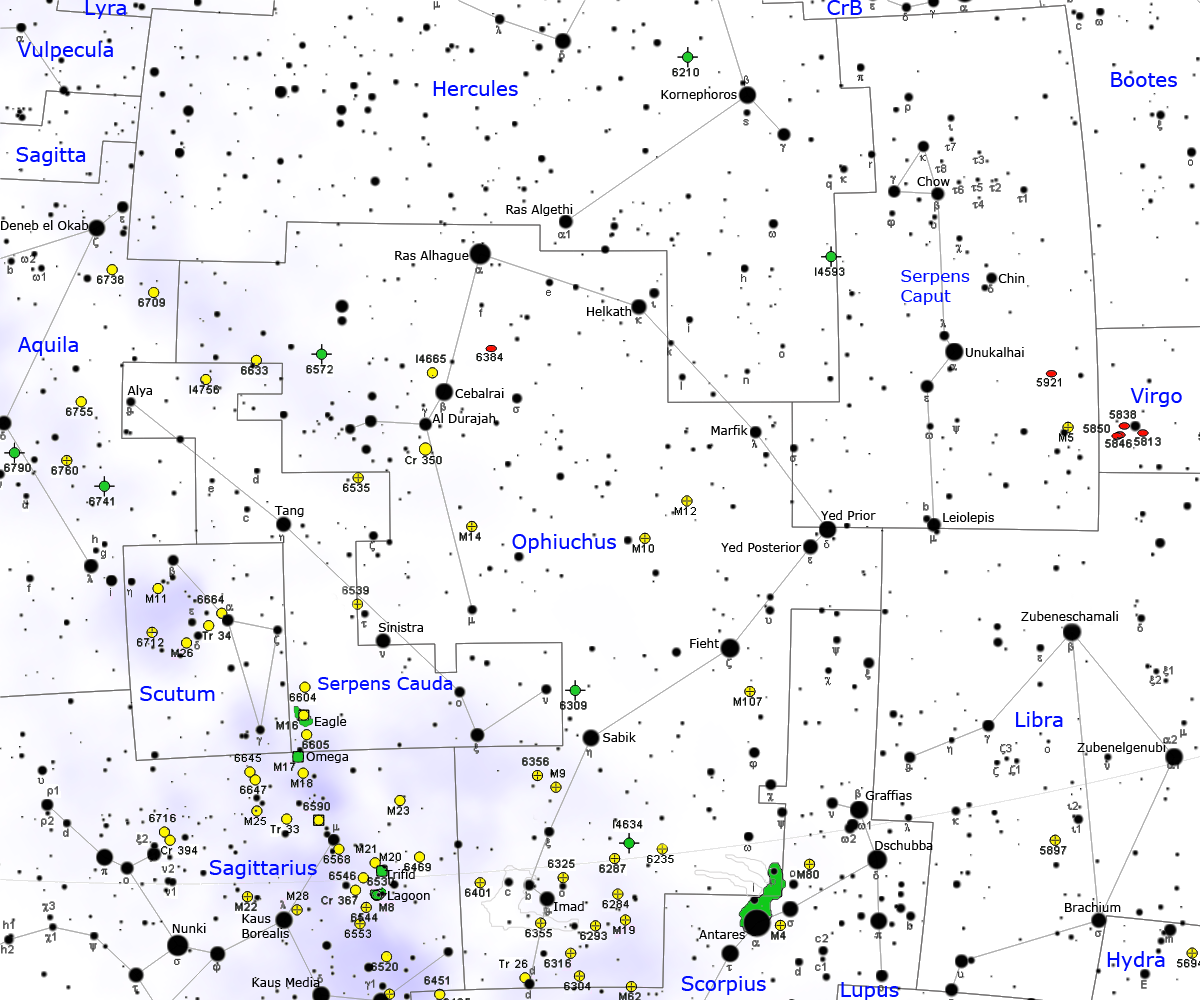
Mappa della costellazione del Serpente.

## Ammassi aperti
- IC 4756
- NGC 6604
- NGC 6605

## Ammassi globulari
- IC 1276
- M5
- NGC 6535
- NGC 6539
- Palomar 5

## Nebulose planetarie
- Sh2-68

## Nebulose diffuse
- Nebulosa Aquila (M16)
  - Pilastri della Creazione
- Sh2-33
- Sh2-36
- Sh2-46
- Sh2-47
- Sh2-54
- Sh2-62
- Sh2-64

## Galassie
- 3C 321
- Arp 220 (due galassie in interazione)
- NGC 5921
- NGC 5972
- Oggetto di Hoag
- RGG 118
- Sestetto di Seyfert

## Ammassi di galassie
- Abell 2029